# Fortis Bank
Fortis Bank foi um  grupo financeiro bancário e de seguros belgo-neerlandês.
Criado em 1990 a partir da fusão da seguradora neerlandesa AMEV com o grupo bancário neerlandês VSB Groep e o grupo belga  de seguros AG, o Fortis cresceu através de sucessivas aquisições de seguradoras e bancos, até se tornar um ator essencial na sua base geográfica - o Benelux.
Em 2005, após a designação de Jean-Paul Votron como CEO, o grupo adotou uma política de internacionalização voluntarista, com um duplo objetivo: aumento do lucro por ação em pelo menos 10% ao ano, em média, no período 2005-2009, e aumento para 30%, em 2009, da parte do lucro gerada fora de Benelux (que era de 15% em 2004).
Em 2007, o Fortis formou, com o Grupo Royal Bank of Scotland e o Banco Santander, um consórcio para lançar uma oferta pública de compra do ABN AMRO e em seguida dividir seus ativos entre os membros do consórcio. A partir do fim de 2007, a Crise do subprime e as perturbações do mercado colocaram a Fortis em crescentes dificuldades, que acabaram por levar ao seu desmantelamento de fato, sendo seus ativos divididos basicamente entre os governos dos Países Baixos e da Bélgica.
A empresa foi cindida depois de ter dificuldade crítica financiamento da sua parte de uma aquisição conjunta do ABN AMRO (como membro de um Consórcio que incluiu também o Royal Bank of Scotland Group e Banco Santander). Depois de receber um Bailout por parte dos governos do Benelux, suas operações bancárias belgas foram vendidas a BNP Paribas, enquanto suas subsidiárias de seguros e bancários na Holanda foram nacionalizadas pelo governo holandês e renomeado ABN AMRO. O braço de seguros holandês do Fortis foi separada como ASR Nederland.
Fortis manteve o resto de suas operações de seguros (permanecendo o maior fornecedor na Bélgica), e mudou seu nome para Ageas em abril de 2010, com a posse da marca Fortis tendo passado ao BNP Paribas.